# 比洛澤爾卡區

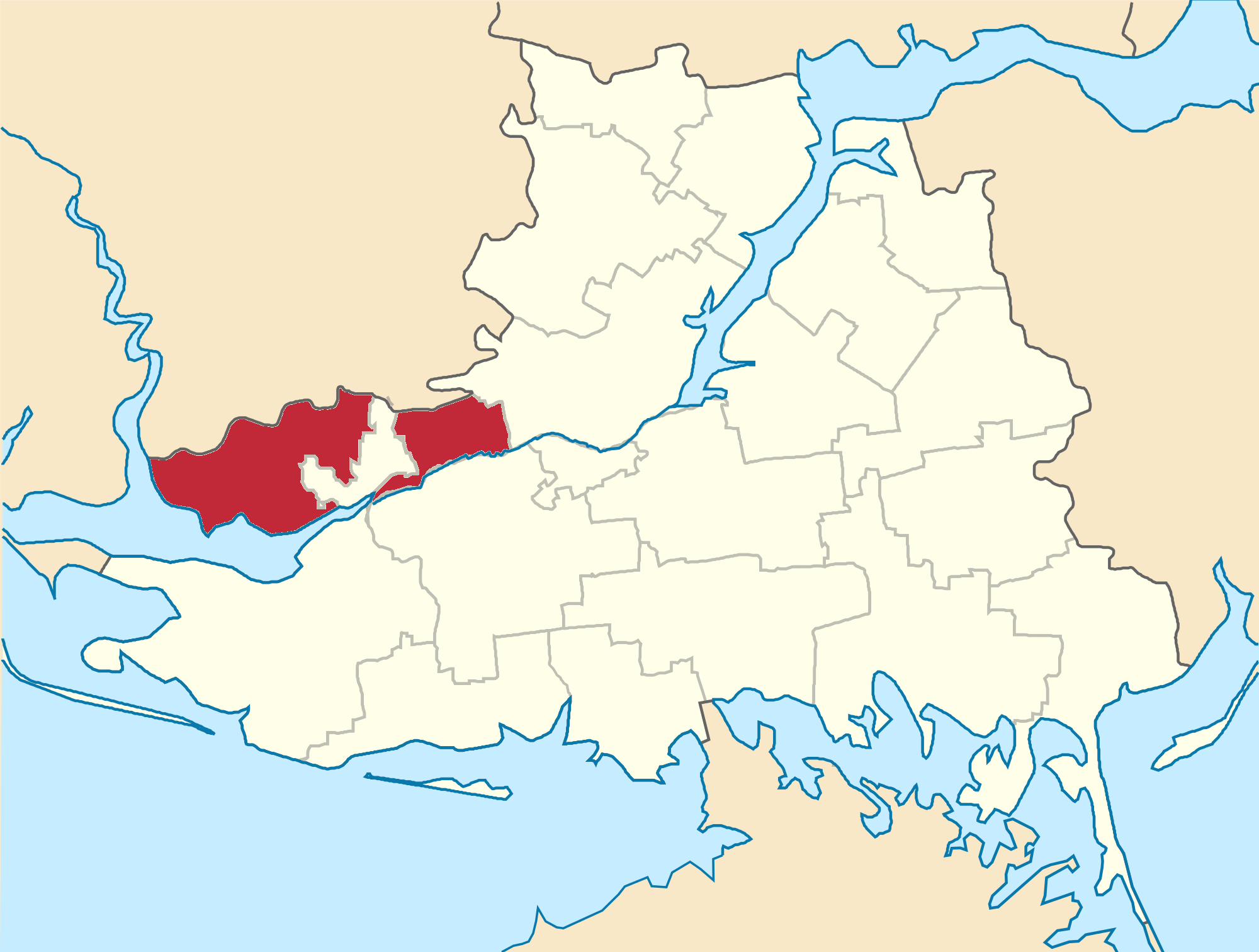
撤销前比洛澤爾卡區在赫爾松州的位置

比洛澤爾卡區（烏克蘭語：Білозерський район），曾是烏克蘭赫爾松州的一個區，位於該國南部，行政中心設於比洛澤爾卡，面積1,700平方公里，2015年人口66,731，人口密度每平方公里39.25人。
该区在2020年7月18日的乌克兰行政区划改革中被撤销，改革后赫尔松州下分为5个区。比洛澤爾卡區的范围成为新成立的赫尔松区的一部分。